# Јавор (Босна и Херцеговина)
Јавор је доминантни планински масив који се протеже у источним дијеловима Републике Српске на територијама општина Сребреница, Хан Пијесак и Власеница. Највиша тачка ове широке и високе планине је врх Жеп са 1537 мнв. Недалеко од планине протиче ријечни ток ријеке Дрине. Хан Пијесак се практично налази у подножју ове планине на између 1000-1100 метара надморске висине.